# Віктор Нюренберг
Віктор «Вік» Нюренберг (люксемб. Victor "Vic" Nurenberg, нар. 22 листопада 1930, Нідеркорн, Люксембург — пом. 22 квітня 2010, Ніцца, Франція) — люксембурзький футболіст, нападник.

## Спортивна кар'єра
Віктор Нюренберг грав у Франції протягом 13 сезонів за чотири різні клуби. Він також грав за збірну Люксембургу з футболу.
З 1964 до 1966 року був граючим тренером «Спори». Разом з командою він двічі вигравав Кубок Люксембургу, виступав із клубом у Кубку Кубків та Кубку ярмарків.

## Досягнення
- Чемпіон Франції (3): 1952, 1956, 1959
- Володар кубка Франції (2): 1952, 1954
- Фіналіст кубка Франції (1): 1963
- Фіналіст кубка Шарля Драго (1): 1958
- Володар кубка Люксембургу (2): 1965, 1966

## Статистика
Статистика виступів у клубних командах:
- Кубок європейських чемпіонів — 13 матчів, 4 голи.
- Кубок володарів кубків — 2 матча.
- Кубок ярмарків — 1 матч.
- Чемпіонат Франції (Д-1) — 307 матчів, 101 гол.
- Чемпіонат Франції (Д-2) — 31 матч, 13 голів.
- Кубок Франції — 47 матчів, 20 голів.
- Кубок Шарля Драго — 12 матчів, 4 голи.
- Чемпіонат Люксембургу — 123 матча, 71 гол.
- Кубок Люксембургу — 20 матчів, 12 голів.